# Осень (картина Арчимбольдо)
«Осень» (итал. L’Autunno) — картина итальянского художника Джузеппе Арчимбольдо (итал. Giuseppe Arcimboldo; 1527—1593), написанная в 1573 году. Выполнена маслом на холсте. Находится в музее Лувра. Размер — 76 × 64 см

## Описание
«Осень» — портрет из цикла «Времена года». Олицетворяет зрелость.
Подобно другим картинам этого цикла («Весна», «Лето» и «Зима»), аллегорический портрет немолодого человека целиком создан из даров осени. Его лицо собрано из сочных спелых фруктов. Брови и борода сделаны из проса и колосков пшеницы. С помощью раскрытой кожуры каштана изображены усы. Ухо в виде большого гриба, а серёжку заменяет спелый инжир. Причёска состоит из персиков, чёрного и белого винограда, вишен и груш. Головной «убор» написан в виде тыквы. Её оплетают листья винограда. Из старой сломанной бочки художник создал тело Осени. Бочку украшают плоды шиповника. Шея мужчины собрана из корнеплодов. Портрет написан на тёмном фоне в насыщенном тёплом колорите. Всё изображение обрамляет нарядная цветочная гирлянда. Предположительно, обрамление цветами было добавлено другим художником в XVII веке.

## История
С 1563 года Арчимбольдо работал в императорских дворах Габсбургов, сначала для Максимилиана II в Вене, а затем для Рудольфа II в Праге. Двадцать пять лет он был придворным художником, создавая портреты царской семьи. Однако известность  художнику пришла благодаря двум циклам портретов: «Времена года» и «Четыре стихии»(«Вода», «Земля», «Огонь», «Воздух»), кропотливо составленных из растений и живых существ и образующих сложную человеческую форму.

## Картины из серии «Времена года»
- Весна. 1573 год. Лувр
- Лето. 1573 год. Лувр
- Зима. 1573 год. Лувр